# Mamprusi ouest
Le district de Mamprusi ouest est l’un des 20 districts de la Région du Nord (Ghana).